# ماندلات راسماز
ماندلات راسماز (به انگلیسی: Mandelate racemase) یک آنزیم باکتریایی است که تبدیل انانتیومرهای ماندلات به یکدیگر را با واسطه یک انول کاتالیز می‌کند. این آنزیم واکنش زیر را کاتالیز می‌کند:
(S)-mandelate {\displaystyle \rightleftharpoons } (R)-mandelate
این آنزیم در کنار انولاز و آنزیم لاکتونیزه کننده موکونات، جزء ابرخانواده انولازها است.